# Irani
Irani es un municipio brasileño del estado de Santa Catarina. Tiene una población estimada al 2022 de 10 195 habitantes. Pertenece a la Región metropolitana de Contestado.

## Toponimia
Irani, del tupí-guaraní, significa "Miel Envejecida", que era el nombre que daban los indígenas al río de la ciudad.

## Historia
El territorio comenzó a ser colonizado y ocupado por agricultores de Río Grande del sur a mediados del Siglo XIX. La localidad fue lugar de la Batalla de Irani durante la Guerra del Contestado, que costó la vida de miles de personas. En conmemoración, Irani cuenta con un monumento en forma de cruz en el centro de la ciudad.
El municipio fue creado el 11 de septiembre de 1963, emancipándose de Cruzeiro, actual Joaçaba.